# Wiktor Fjodorowitsch Malzew
Viktor Fedorowitsch Malzew (russisch Виктор Фёдорович Мальцев; * 27. Maijul. / 9. Juni 1917greg. in Jekaterinoslaw, Russisches Kaiserreich; † 1. Oktober 2003 in Moskau) war ein sowjetischer Diplomat und Funktionär  der Kommunistischen Partei der Sowjetunion (KPdSU), der unter anderem Botschafter in Schweden, Finnland, Indien und Jugoslawien sowie zwischen 1977 und 1986 Erster Stellvertretender Außenminister war.

## Leben
Viktor Fedorowitsch Malzew absolvierte ein Studium Nowosibirsker Institut für Eisenbahningenieure, der heutigen Sibirischen Staatlichen Universität für Verkehrswesen, und wurde nach deren Abschluss 1941 zunächst Mitarbeiter der Krasnojarsker Eisenbahn. 1945 wurde er Mitglied der Kommunistischen Partei der Sowjetunion (KPdSU) und übernahm nach dem Besuch des Moskauer Akademie für Eisenbahnverkehr von 1954 bis 1961 die Funktion als stellvertretender Direktor der Ostsibirischen Eisenbahn. Im Anschluss wechselte er in die Parteiverwaltung und war zunächst zwischen September 1961 und Januar 1963 Sekretär des Parteikomitees der KPdSU der Oblast Irkutsk. Er fungierte zwischen dem 14. und 24. Dezember 1964 als Vorsitzender des Exekutivkomitees des Rates der Industrieregion Irkutsk und im Anschluss von Dezember 1964 bis Dezember 1965 wieder als Sekretär des Parteikomitees der KPdSU der Oblast Irkutsk, ehe er als Nachfolger von Alexander Wassiljewitsch Grizenko am 21. Dezember 1965 Vorsitzender des Exekutivkomitees der Oblast Irkutsk. Dieses Amt behielt er bis zum 16. Februar 1967 und wurde daraufhin von Juri Alexandrowitsch Krawtschenko abgelöst.

### Diplomatischer Dienst
Daraufhin wechselte Malzew in den diplomatischen Dienst und wurde am 8. April 1967 Außerordentlicher und bevollmächtigter Botschafter der UdSSR in Schweden, wo er am 9. Mai 1967 als Nachfolger von Nikolai Dmitrijewitsch Belochwostikow seine Akkreditierung überreichte. Diese Position bekleidete er bis zum 17. Mai 1971 und wurde danach von Michail Danilowitsch Jakowlew abgelöst. Auf dem 24. Parteitag der KPdSU (9. April 1971) wurde er Kandidat des ZK der KPdSU und bekleidete diese Funktion bis zum . Am 16. Mai 1971 wurde er zum Botschafter in Finnland ernannt und übergab als Nachfolger von Alexej Stepanowitsch Beljakow am 18. Juni 1971 in Helsinki sein Beglaubigungsschreiben. Dieses Amt hatte er bis zum 27. Dezember 1973 inne und wurde daraufhin von Wladimir Sewastjanowitsch Stepanow abgelöst.
Wiktor Malzew wiederum wurde am 2. Januar 1974 zum außerordentliche und bevollmächtigten Botschafter der UdSSR in Indien berufen und überreichte am 21. Januar 1974 als Nachfolger von Nikolai Michailowitsch Pegow und einer kommissarischen Amtsführung durch den Geschäftsträger Wil Konstantinowitsch Boldyrew seine Akkreditierung in Neu-Delhi. Er verblieb auf diesem diplomatischen Posten bis zum 24. Dezember 1977 und wurde im Anschluss von Juli Michailowitsch Woronzow abgelöst. Auf dem XXV. Parteitag der KPdSU wurde er erstmals zum Mitglied des ZK gewählt und gehörte diesem Gremium nach seinen Wiederwahlen auf den darauf folgenden Parteitagen bis zum 25. April 1989 an. Nach seiner Rückkehr aus Indien übernahm er im Dezember 1977 von Wassili Wassiljewitsch Kusnezow das Amt als 1. Stellvertretender Außenminister der UdSSR und hatte dieses bis zu seiner Ablösung durch Anatoli Gawrilowitsch Kowaljow Mai 1986 inne. Zuletzt wurde er am 27. Mai 1986 als Nachfolger von Nikolai Nikolajewitsch Rodionow noch Botschafter in Jugoslawien und verblieb auf diesem diplomatischen Posten in Belgrad bis zu seinem Eintritt in den Ruhestand am 28. November 1988, woraufhin Wadim Petrowitsch Loginow neuer Botschafter wurde.

## Auszeichnungen
Für seine langjährigen Verdienste wurde Wiktor Malzew mehrfach ausgezeichnet und erhielt unter anderem den Orden der Oktoberrevolution (1977), drei Mal den Orden des Roten Banners der Arbeit (1962, 1966, 1971), den Orden der Völkerfreundschaft (1987) sowie das Ehrenzeichen der Sowjetunion (1957).